# アロイランタン
アロイランタン(ALLOY LANTERN)はタイトーのコンピューターゲーム『ダライアスII 』に登場するボスキャラクターで、架空の宇宙戦艦

## 特徴
本来は『ダライアス』に登場する予定だったものの、ボツになり、『ダライアスII 』に登場することになったボスキャラクター。
アンコウモチーフのベルサー巨大戦艦。横から見た生態的特徴もアンコウを捉えているが、ネーミングのように、アンコウ特有の誘因突起部分先端はチョウチンアンコウのアンコウのようには光らず、体型もチョウチンアンコウ科のアンコウには似ていない。
その意味では、キャラ造形では普通のアンコウとチョウチンアンコウを混同したような節もある。腹の中にもう一体ボスを内蔵しているところは、獲物を丸呑みしてしまうアンコウの生態特性が活かされているともいえる。

## 能力
ダライアスII のB、Cゾーンボスとして登場。かなりの巨体を持っているが、画面端から頭部を出すのみで、ゲームプレイ中に全景を見ることは出来ない。
口の中に砲塔を備え、波動レーザー弾を連発してくる。誘因突起型砲塔の先端からは弾をばらまく。しかし、ハイパースティングのように核トーチカがボスの真下に登場するので、上手くボムやレーザーを当てると、一気に壊せる。
口の中が弱点。腹の中のもう一体との対決が控えているためか、攻撃自体はそれほど脅威ではない。頭部突起で、こちらの攻撃を防いだりもする。
倒すと、体の中に入り、Bゾーンではスチールスピン、Cゾーンではキラーヒジアと対決することになる。

## メガドライブ版との違い
メガドライブ版ダライアスII でも、同じようにアロイランタンが登場する。
アーケード版と同じように頭部だけが現れる。しかし、頭部砲塔先端からの弾が破裂弾となっており、撃つと、6方向に破裂して、手強くなっている。
頭部砲塔を破壊すれば、倒すのは楽になる。しかし、メガドライブ版はアーケード版のようにボス体内に入ることはない。

## PCエンジン版
PCエンジン版『スーパーダライアス』と『ダライアスプラス』では、Lゾーンボスとして登場する。設定画に描かれた全景で登場し、口からレーザーと、頭部砲塔から破裂弾を集め、そこから6方向に放つという攻撃方法を持つ。しかし、先端部を破壊すれば、攻撃は弱まる。
『スーパーダライアスII 』では中ボスとなって登場し、アーケード版のような頭部だけの登場も、内部に第二のボスが巣くってる事もない。

## スーパーアロイランタン (SUPER ALLOY LANTERN)
スーパーファミコン版『ダライアスツイン』では、最終ゾーンLでスーパーアロイランタンとして登場する。全景を見ることは出来るが、色は業務用の青と違い、茶色。
最初は口からナパーム弾、頭部砲塔から弾を撃つが、頭部突起を破壊すれば今度は体中の小砲塔から弾を撃ってくる。腹部へ回り込むと、腹部から破壊可能砲塔から5方向弾を下に向かって撃ち、腹部ハッチからザコキャラのアミドを放出する。
再び顔と対面すると、頭部から通常弾と、口から弾を撒き散らす破壊可能の小型ファッティグラトンを放出する。これを破壊すると、腹の中にいる真の最終ボスグレートタスクと対決する。

## プリックリィアングラー(PRICKLY ANGLER)
『ダライアス外伝』のG、Iゾーンには、アンコウ幼生体型のボスであるプリックリィアングラーが登場する。鰭の色は様々な極彩色だが、本体はGが白で、Iが紫になっている。
最初は稚魚状態で、途中から変態途中の鰭が伸びた形態となり、最終状態では表層帯を漂う時期の稚魚形態となる。
鰭からレーザーと弾を撃ち、Gでは回転式ホーミングレーザー、Iではホーミングミサイルを撃つ。Gでは回転する、Iでは開閉するサークルレーザーを撃つ。
最終状態では頭部先端から自機を狙って撃つスクリューレーザーを放ち、3WAYレーザーや拡散弾も撃つ。胸鰭、腹鰭、尾鰭、尻鰭は破壊可能。
なお、中ボスとしても登場するが、キャプチャーボールがないので、キャプチャー不可能。また、Jゾーン背景にはアロイランタンがシルエットのみで登場する。

## アンコウ型の中ボスや敵
ダライアス外伝にはペリカンアンコウ（セムシクロアンコウ）モデルのセムシクルアンコウも、ザコキャラで登場。炎を吐く頭部を破壊すれば、下から別な口が現れ、弾をばらまくが、この状態で破壊しないと得点にはならない。
『Gダライアス』では、後半ステージにパワーアップアイテムの疑似餌を出し、シルバーホークを焼き尽くそうと狙っているチョウチンアンコウ型の大型ザコキャラのカルヒが登場する。
敵を倒してもいない時にアイテムが漂っている場合があるが、その場合は大抵がカルヒである。キャプチャーすると、強力な火炎放射攻撃をする。
PSP『ダライアスバースト』では、最終ゾーン等にチョウチンアンコウ型中ボスのレッドランタンが出現する。口から5方向弾を連射し、旋回時にホーミングミサイルを撃つ。
バースト登場の中ボスの中で耐久力が最も高い。